# Myanmymar
Myanmymar – wymarły rodzaj błonkówek z rodziny rzęsikowatych. Obejmuje tylko jeden opisany gatunek, M. aresconoides.

## Taksonomia
Rodzaj i gatunek typowy opisane zostały po raz pierwszy w 2011 roku przez Johna T. Hubera na łamach „ZooKeys” w publikacji współautorstwa George’a Poinara Jr. Opisu dokonano na podstawie inkluzji w bursztynie birmańskim, odnalezionych w dolinie Hukawng, w okolicy Noije Bum w gminie Tanai i dystrykcie Myitkyina na terenie birmańskiego stanu Kaczin. Skamieniałości datowane są na późny alb. Nazwa rodzajowa to połączenie słów „Myanmar” i Mymar, natomiast epitet gatunkowy nawiązuje do podobnego rodzaju Arescon.

## Morfologia
Błonkówka o ciele długości 535 μm, ubarwiona głównie ciemnobrązowo. Głowa miała szerokie policzki, trójczłonowe głaszczki szczękowe oraz czułki z dwuczłonową buławką i ośmioczłonową pozostałą częścią biczyka (funikulusem). Śródplecze miało tarczę (mesoscutum) 1,6 raza dłuższą od tarczki. Przednie skrzydła były wąskie, o prawie równoległych brzegach i sięgającym do około ⅔ użyłkowaniu. Żyłka marginalna była przypuszczalnie dłuższa od submarginalnej, a postmarginalna nie występowała. Na tylnej krawędzi skrzydła przy podstawie żyłki marginalnej znajdował się zaokraglony płatek. Zaplecze miało brzegi przedni i tylny równoległe. Skrzydła tylnej pary były wąskie, o równoległych brzegach i co najwyżej siedmiokrotnie dłuższych nich szerokość skrzydła szczecinkach brzegowych. Pozatułów był 1,2 raza dłuższy od zaplecza. Odnóża miały długie, pięcioczłonowe stopy. Pierścieniowaty stylik był krótszy niż szeroki. Pokładełko miało na osłonkach kilka szczecinek przy wierzchołku.